# Fabiola Yáñez
Fabiola Andrea Yáñez (Villa Regina, 14 luglio 1981) è una giornalista e attrice argentina, dal dicembre 2019 primera dama dell'Argentina in quanto partner dal 2014 del presidente Alberto Fernández.

## Biografia
Nata nel 1981 a Villa Regina, provincia del Rio Negro, è cresciuta ad Alem, nella provincia di Misiones. Attraverso la madre, è di origini cilene. La sua famiglia si trasferì a Misiones quando era un'adolescente, e finì il liceo a Posadas. Ha studiato giornalismo all'Università di Palermo, a Buenos Aires; la sua tesi era sulla "tensione tra Néstor Kirchner e Clarín dal 2003 al 2007". Incontrò Alberto Fernández, allora ex capo di gabinetto di Néstor e Cristina Kirchner, mentre faceva ricerche per la sua tesi.

### Attività giornalistica
La carriera mediatica di Yáñez iniziò a 17 anni, quando co-ospitò un programma per bambini nel Canale 3 di Rosario; in seguito recitò anche in piccole produzioni teatrali sempre a Rosario. Ha continuato ad ospitare un certo numero di spettacoli in Canal 3 fino al 2004. Ha anche co-ospitato Estrictamente personal, uno spettacolo che si occupa di argomenti di sessualità sul Canal 6 di Cablevisión. Dopo essersi laureata all'università, Yáñez ha lavorato per una serie di agenzie di stampa nazionali e internazionali, tra cui Infobae, Página/12, América TV, C5N, CNN+ e la spagnola La Razón.
Nel 2018 ha iniziato a co-ospitare nel talk show televisivo América di Moria Casán, Incorrectas, e in seguito ha recitato nello spettacolo teatrale ¡Otra vez papá! Después de los 50, accanto a Manuel Wirzt.

### Primera dama dell'Argentina

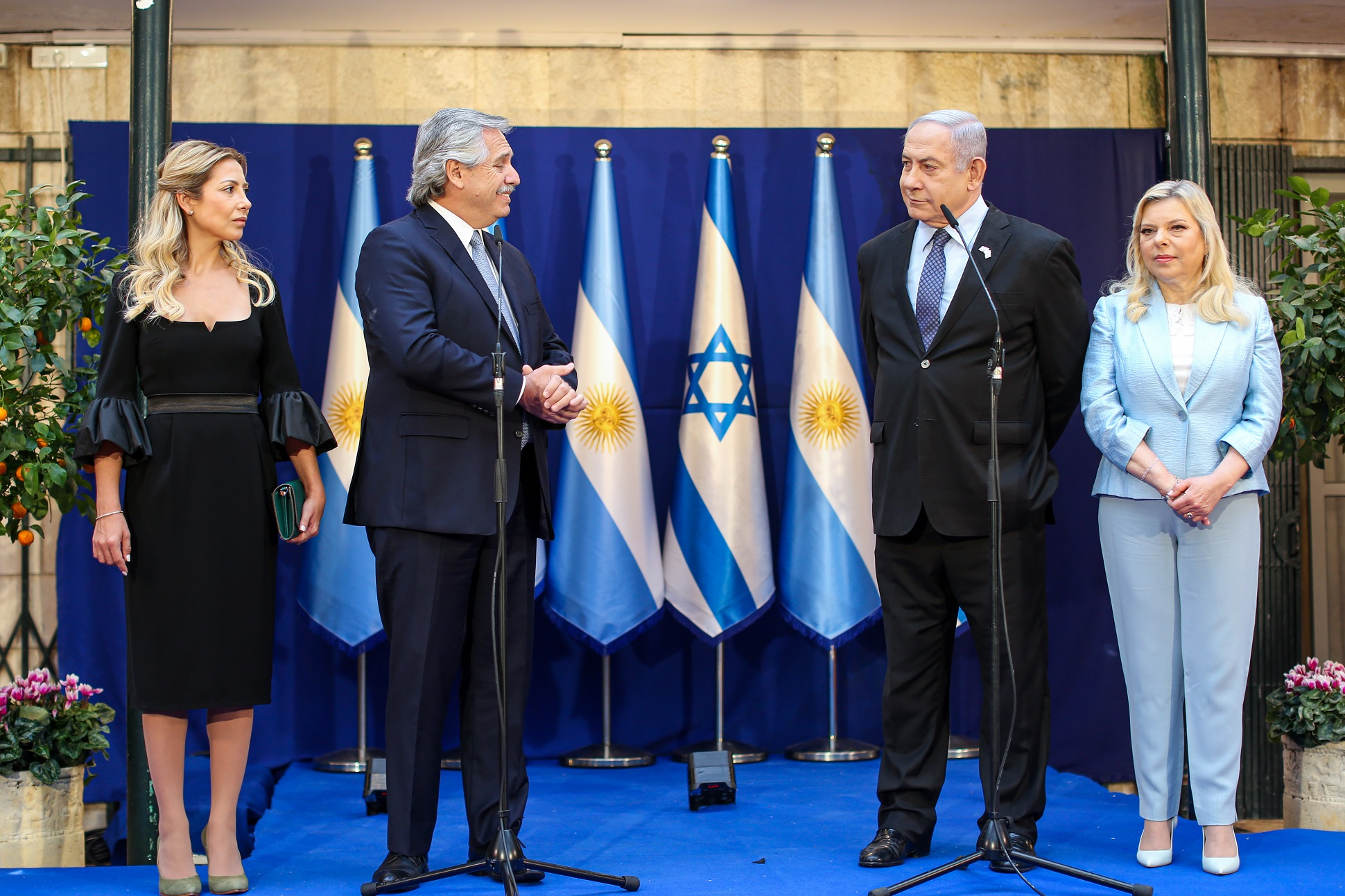
Yáñez (estrema sinistra) con Fernández, il Primo ministro israeliano Benjamin Netanyahu e sua moglie Sara durante la visita presidenziale a Gerusalemme nel gennaio 2020

Il 10 dicembre 2019, in seguito all'elezione del suo partner (con cui viveva dal 2014) Alberto Fernández a presidente dell'Argentina, è diventata la first lady del paese. Ha dichiarato di voler utilizzare la sua posizione come piattaforma per il lavoro sociale, soprattutto per quanto riguarda i bambini e le famiglie argentine. Yáñez ha assunto il titolo di First Lady nonostante le critiche di attivisti e intellettuali femministi allineati al governo, come Dora Barrancos.
Da gennaio a febbraio 2020, Yáñez ha accompagnato Fernández nel suo primo tour come presidente dell'Argentina, a partire da Gerusalemme, Israele, il 24 gennaio 2020, dove la coppia presidenziale ha incontrato il primo ministro israeliano Benjamin Netanyahu e Sara Netanyahu, in seguito in visita a Berlino e Parigi. A Parigi ha incontrato le autorità dell'UNESCO per essere informata sull'istruzione, l'inclusività e i programmi per l'infanzia dell'organizzazione.
Nel marzo 2020, Yáñez ha partecipato insieme al Capo di Gabinetto, Santiago Cafiero, e al Ministro delle Donne, Elizabeth Gómez Alcorta, alla ri-inaugurazione della Sala del Bicentenario femminile argentino nella Casa Rosada. Più tardi, nell'aprile 2020, Yáñez ha organizzato e ospitato Unidos por Argentina, un evento televisivo orientato alla raccolta di fondi per la Croce Rossa Argentina per aiutare nella lotta contro la pandemia di COVID-19; l'evento ha raccolto oltre $ 88 milioni di ARS durante la sua durata di 7 ore.
Il 23 aprile 2020, Yáñez ha presentato accuse contro un'agenzia di stampa con sede a La Plata per diffamazione, molestie e discriminazione di genere.

## Vita privata
L'incontro tra Fabiola Yáñez e Alberto Fernández avvenne nel 2013 quando lei lo ha intervistato per la sua tesi sul rapporto interdiscorsivo tra il quotidiano Clarín e il governo di Néstor Kirchner. Hanno cominciato a frequentarsi nel 2014. L'11 aprile 2022 è nato il loro figlio Francisco Fernández Yáñez.